# Dimitri Claeys
Dimitri Claeys (* 18. Juni 1987 in Sint-Amandsberg) ist ein belgischer Radrennfahrer.

## Sportliche Karriere
Claeys fuhr 2006 für das Continental Team Unibet-Davo und von 2007 bis 2009 für Davitamon-Lotto-Jong Vlaanderen, dem Farmteam des ProTeams Silence-Lotto. In seinem ersten Jahr dort war er mit seinen Teamkollegen beim Mannschaftszeitfahren der Volta a Lleida erfolgreich. 2008 und 2009 wurde er belgischer U23-Straßenmeister. 2013 sowie 2014 gewann er den Omloop Het Nieuwsblad Beloften in der Kategorie U23. 2015 war sein bis dahin erfolgreichstes Jahr, in dem er die Tour de Normandie, eine Etappe der Tour of Croatia, die Internationale Wielertrofee Jong Maar Moedig und den Grand Prix de la ville de Pérenchies gewann. Mit seiner Mannschaft Vérandas Willems entschied er das Mannschaftszeitfahren der Paris-Arras Tour für sich.
2016 gewann Claeys eine Etappe der Tour de Wallonie und den GP Jef Scherens, 2018 das Rennen 4 Jours de Dunkerque. 2017 startete er erstmals bei der Tour de France (163.), im Jahr darauf erneut (130).
Von 2017 bis 2020 fuhr Claes für das französische Cofidis-Team. Er erzielte mit dem Gesamtsieg der 4 Jours de Dunkerque 2018 seinen bis dahin größten Karriereerfolg und gewann 2019 das Eintagesrennen Famenne Ardenne Classic

## Erfolge
2007
- Mannschaftszeitfahren Volta a Lleida

2008
- Belgischer Meister – Straßenrennen (U23)

2009
- Belgischer Meister – Straßenrennen (U23)

2013
- Omloop Het Nieuwsblad Beloften

2014
- Omloop Het Nieuwsblad Beloften

2015
- Gesamtwertung und eine Etappe Tour de Normandie
- eine Etappe Tour of Croatia
- Mannschaftszeitfahren Paris-Arras Tour
- Internationale Wielertrofee Jong Maar Moedig
- Grand Prix de la ville de Pérenchies

2016
- eine Etappe Tour de Wallonie
- GP Jef Scherens

2018
- Gesamtwertung 4 Jours de Dunkerque

2019
- Famenne Ardenne Classic

## Grand-Tour-Platzierungen
| Grand Tour            | 2017 | 2018 | 2019 | 2020 | 2021 |
| --------------------- | ---- | ---- | ---- | ---- | ---- |
| Giro d’ItaliaGiro     | –    | –    | –    | –    | –    |
| Tour de FranceTour    | 163  | 130  | –    | –    | –    |
| Vuelta a EspañaVuelta | –    | –    | –    | –    | 105  |